# Ilgašilis
Ilgašilis este o arie protejată (arie specială de conservare — SAC, sit de importanță comunitară — SCI) din Lituania întinsă pe o suprafață de 932,51 ha, integral pe uscat.

## Localizare
Centrul sitului Ilgašilis este situat la coordonatele 55°47′05″N 25°51′40″E / 55.7848°N 25.8612°E.

## Înființare
Situl Ilgašilis a fost declarat sit de importanță comunitară în februarie 2004 pentru a proteja 4 specii de plante și 1 specie de animale. Situl a fost protejat și ca arie specială de conservare în august 2020.

## Biodiversitate
Situată în ecoregiunea boreală, aria protejată conține 11 habitate naturale: Lacuri eutrofice naturale cu vegetație de tip Magnopotamion sau Hydrocharition, Pajiști cu Molinia pe soluri calcaroase, turboase sau argilos-nămoloase (Molinion caeruleae), Liziere de ierburi înalte hidrofile de câmpie și de nivel montan până la alpin, Mlaștini turboase de tranziție și turbării mișcătoare, Izvoare fino-scandinave și mlaștini produse de izvoare bogate în minerale, Mlaștini alcaline, Taiga vestică, Păduri fino-scandinave bogate în ierburi cu Picea abies, Păduri caducifoliate de mlaștină fino-scandinave, Mlaștini împădurite, Păduri aluvionare cu Alnus glutinosa și Fraxinus excelsior (Alno-Padion, Alnion incanae, Salicion albae).
La baza desemnării sitului se află mai multe specii protejate:
- plante (4): papucul doamnei (Cypripedium calceolus), o specie rară de mușchi (Drepanocladus vernicosus), moșișoare (Liparis loeselii), ochii-șoricelului (Saxifraga hirculus)
- nevertebrate (1): Dytiscus latissimus

Pe lângă speciile protejate, pe teritoriul sitului au mai fost identificate 12 specii de plante, 8 specii de păsări, 1 specie de mamifere, 2 specii de nevertebrate.